# Rebecca Walker
Rebecca Walker (nata Rebecca Leventhal; Jackson, 17 novembre 1969) è una scrittrice e attivista statunitense.
Si ritiene abbia coniato il termine terza ondata quando ha pubblicato un articolo sul femminismo nel 1992 nella rivista Ms. intitolato Becoming the Third Wave in cui proclamava: "Io sono la terza ondata".
I suoi temi principali vertono sulla razza, sul genere, sulla politica, sul potere e sulla cultura. Nel suo lavoro di attivismo ha contribuito a co-fondare il Third Wave Fund che si è trasformato nella Third Wave Foundation, un'organizzazione che supporta giovani donne nere, queer, intersessuali e transessuali fornendo strumenti e risorse di cui hanno bisogno per essere leader nelle loro comunità attraverso l'attivismo e la filantropia.
Walker scrive e parla ampiamente di giustizia di genere, razziale, economica e sociale nelle università degli Stati Uniti e a livello internazionale.
Nel 1994 il Time l'ha definita come una dei 50 futuri leader d'America. Il suo lavoro è apparso in pubblicazioni tra cui The Washington Post, The Huffington Post, Salon, Glamour ed Essence ed è stato presentato su CNN e MTV.

## Biografia

### Gioventù e studi
Nata nel 1969 a Jackson, Mississippi, è figlia di Alice Walker, autrice del romanzo Il colore viola, e di Melvyn R. Leventhal, un avvocato ebreo americano per i diritti civili. I suoi genitori si sposarono a New York prima di trasferirsi in Mississippi per difendere i diritti civili. Dopo che i suoi genitori divorziarono nel 1976, Walker trascorse la sua infanzia dividendosi tra la casa di suo padre nel quartiere in gran parte ebraico di Riverdale a New York e l'ambiente in gran parte afroamericano di sua madre a San Francisco, dove frequentò la Urban School.
A 15 anni decise di cambiare il suo cognome in Walker, e dopo il liceo ha studiato all'Università Yale, dove si è laureata con lode nel 1992. Si identifica sia come ebrea che come nera: il suo libro di memorie del 2000 è intitolato Black, White, and Jewish: Autobiography of a Shifting Self.

### Attivismo
Walker emerse per la prima volta come una femminista di spicco all'età di 22 anni quando scrisse un articolo per la rivista Ms. dal titolo Becoming the Third Wave. Nel suo articolo, Walker critica la conferma del giudice della Corte Suprema Clarence Thomas dopo aver accusato di molestie sessuali Anita Hill, un'avvocata che aveva supervisionato durante il suo periodo presso il Dipartimento dell'Istruzione e l'EEOC. Usando questo esempio, Walker affronta l'oppressione della voce femminile e introduce il concetto di femminismo della terza ondata alla fine dell'articolo dicendo: "Essere femminista significa integrare un'ideologia di uguaglianza e di emancipazione femminile nella fibra stessa della vita. È cercare la chiarezza personale nel mezzo della distruzione sistemica, unirsi alla sorellanza con le donne quando spesso siamo divise, comprendere le strutture di potere con l'intenzione di sfidarle."

#### Il Third Wave Fund
Dopo gli studi universitari ha co-fondato insieme a Shannon Liss (ora Shannon Liss-Riordan) il Third Wave Fund, un'organizzazione senza scopo di lucro che mira a incoraggiare le giovani donne a essere coinvolte in ruoli di attivismo e leadership. La missione iniziale dell'organizzazione, basata sull'articolo di Walker, era di "riempire un vuoto nella leadership delle giovani donne e di mobilitare i giovani a diventare più coinvolti socialmente e politicamente nelle loro comunità". Nel suo primo anno l'organizzazione avviò una campagna che registrò più di 20.000 nuovi elettori negli Stati Uniti. L'organizzazione fornisce sovvenzioni a individui e progetti a sostegno delle giovani donne. Il fondo è stato rinominato The Third Wave Foundation nel 1997 e continua a sostenere i giovani attivisti. A seguito delle elezioni presidenziali del novembre 2016 negli Stati Uniti, l'organizzazione ha ricevuto più di quattro volte il normale numero di richieste di sussidi di emergenza.
Walker vede l'insegnamento come un modo per dare alle persone la forza di dire la verità, di cambiare prospettiva e di responsabilizzare le persone con la capacità di cambiare il mondo. Tiene lezioni sulla scrittura di memorie, sul femminismo multigenerazionale, sulla diversità nei media, sull'identità multirazziale, sulle arti visive contemporanee e sulle culture emergenti.

#### Discorsi
Walker si concentra sul parlare di identità multiculturale (inclusa la sua), mascolinità illuminata e femminismo intergenerazionale e di terza ondata nelle scuole superiori, nelle università e nelle conferenze in tutto il mondo. Ha tenuto discorsi ad Harvard, Exeter, Head Royce, Oberlin, Smith, MIT, Xavier, Stanford e all'Università statale della Louisiana. Ha anche affrontato organizzazioni e società come il National Council of Teachers of English, il Walker Art Center, l'American Association of University Women, la National Women's Studies Association, Out and Equal, la National Organization for Women e la Hewitt Associates. Negli Stati Uniti è apparsa su vari media popolari come Good Morning America, The Oprah Winfrey Show e Charlie Rose.

## Libri e scritti

### Opere maggiori
Il primo grande lavoro di Walker è stato il libro To be Real: Telling the Truth and Changing the Face of Feminism (1996), che consisteva in articoli da lei compilati e modificati. Il libro ha rivalutato il movimento femminista del tempo. La recensione di Emilie Fale, assistente professore di comunicazione all'Ithaca College, ha dichiarato a proposito: "I ventitré collaboratori di To Be Real offrono varie prospettive ed esperienze che sfidano i nostri stereotipi di convinzioni femministe mentre negoziano le acque agitate dei ruoli di genere, le politiche dell'identità e il femminismo di potere". Pubblicato come una raccolta di testimonianze personali, quest'opera mostra come gli attivisti della terza ondata usino le narrazioni personali per descrivere le loro esperienze con l'ingiustizia sociale e di genere. I collaboratori includono scrittrici femministe come Bell hooks e Naomi Wolf. Secondo il sito web di Walker, questo libro viene trattato in programmi di studi di genere in tutto il mondo.
Nel suo libro di memorie Black, White and Jewish: Autobiography of a Shifting Self (2000), Walker esplora i suoi primi anni in Mississippi come figlia di genitori attivi negli ultimi anni del movimento per i diritti civili. Parla anche della convivenza con due genitori con carriere molto attive, che crede abbia portato alla loro separazione. Tratta inoltre l'incontro con il pregiudizio razziale e le difficoltà di essere di razza mista in una società con rigide barriere culturali. Discute anche dello sviluppo della sua sessualità e identità come donna bisessuale.
Il suo libro di memorie del 2007 Baby Love: Choosing Motherhood After A Lifetime of Ambivalence esplora la sua vita con un figliastro e un figlio biologico contro un quadro di femminismo. Discute argomenti tradizionali sulla gravidanza, come la dieta e la preparazione per il travaglio. Incoraggia le giovani donne a capire che la maternità è possibile anche quando hanno una carriera o se resistono perché hanno avuto un'infanzia difficile. Dice che il libro affronta il compromesso "lavoro contro maternità" che le donne della sua generazione e quelle più giovani affrontano dopo essere cresciute in un panorama sociale che crede che le donne debbano fare una scelta per avere figli. Ha detto di essere stata ispirata a scrivere il libro dalla nascita di suo figlio Tenzin Walker. Il suo allevamento ha cambiato alcune delle sue opinioni sulla maternità e sui legami familiari. Il libro ha anche rivelato la relazione "tempestosa" di Walker con sua madre Alice: le due non parlarono per diversi anni poiché Rebecca era critica di come sua madre vedeva la maternità e di quanto superficialmente la trattasse.
Walker ha collaborato per molti anni alla rivista Ms. I suoi scritti sono stati pubblicati in una serie di riviste, come Harper's, Essence, Glamour, Interview, Buddhadharma, Vibe, Child e Mademoiselle. È apparsa su CNN e MTV le sue opere sono state pubblicate sul New York Times, Chicago Times, Esquire, Shambhala Sun, tra le altre pubblicazioni. Walker ha tenuto seminari sulla scrittura a conferenze internazionali e programmi MFA. Lavora anche come consulente di editoria privata.
Il suo primo romanzo intitolato Adé: A Love Story è stato pubblicato nel 2013. Presenta una studentessa universitaria birazziale di nome Farida che si innamora di Adé, un uomo nero keniota. I progetti di matrimonio della coppia vengono interrotti quando Farida si ammala di malaria e i due devono affrontare una guerra civile in Kenya. Il romanzo è stato generalmente ben accolto dalla critica e dai laici.

## Opere
- To Be Real: Telling the Truth and Changing the Face of Feminism (1996) (editrice)
- Black, White and Jewish: Autobiography of a Shifting Self (2000)
- What Makes A Man: 22 Writers Imagine The Future (2004) (editrice)
- Baby Love: Choosing Motherhood After a Lifetime of Ambivalence (2007)
- One Big Happy Family: 18 Writers Talk About Polyamory, Open Adoption, Mixed Marriage, Househusbandry, Single Motherhood, and Other Realities of Truly Modern Love (2009) (editrice)
- Black Cool: One Thousand Streams of Blackness (Soft Skull Press, February 2012) (editrice)[26]
- Adé: A Love Story (2013)

## Filmografia
Nel film I colori della vittoria del 1998 Walker ha interpretato il personaggio di March. Il film è un roman a clef sulla campagna presidenziale del 1992 di Bill Clinton.

## Premi
- Premio Women of Distinction dall'American Association of University Women[27]
- Premio "Femminista dell'anno" dal Fund for the Feminist Majority
- Premio "Paz y Justicia" dalla Vanguard Public Foundation
- Intrepid Award dalla National Organization for Women[28]
- Premio "Champion of Choice" dalla California Abortion Rights Action League
- Women Who Could Be President Award dalla League of Women Voters

Ha inoltre ricevuto un dottorato onorario dalla North Carolina School of the Arts.
Nel 2016 è stata selezionata come una delle 100 donne della BBC.

## Vita privata
Walker si identifica come bisessuale. Ha avuto una relazione con il musicista neo-soul Meshell Ndegeocello, dell cui figlio si è occupata anche dopo la separazione della coppia.
Nel 2004 ha avuto suo figlio di nome Tenzin Walker con il suo compagno Glen, un insegnante buddista.
Dopo un allontanamento da sua madre Alice, si è riconciliata con lei, e da allora le due sono apparse insieme a diversi eventi letterari.